# Daniel Weis
Daniel Weis Nielsen, né le 17 juillet 2005 à Roskilde, est un coureur cycliste danois membre de l'équipe Decathlon AG2R La Mondiale Development. Il pratique le cyclisme sur route ainsi que le cyclo-cross.

## Biographie
En 2023, il remporte la Coupe d'Europe de cyclo-cross espoirs après avoir remporté les manches 2 et 3. Sur route, il court avec l'équipe régionale CeramicSpeed Hernin CK avec laquelle il termine 2e du Tour des Flandres juniors, son objectif principal de la saison.
Fin 2023, il signe un contrat avec l'quipe française Decathlon - AG2R La Mondiale U23 pour 2 saisons.

### Style et caractéristiques
Daniel Weis estime être « bon quand les routes sont dures ».

## Palmarès en cyclo-cross

### Par saison
- 2021-2022
  -  Champion du Danemark de cyclo-cross juniors
  - Føyka Kross juniors
  - 10e du championnat du monde de cyclo-cross juniors
- 2022-2023
  -  Médaillé d'argent du championnat d'Europe de cyclo-cross juniors
- 2023-2024
  -  Champion du Danemark de cyclo-cross
  - Classement général de la Coupe d'Europe de cyclo-cross espoirs
    - Coupe d'Europe de cyclo-cross espoirs #2, Täby
    - Coupe d'Europe de cyclo-cross espoirs #3, Šamorín
- 2024-2025
  -  Champion du Danemark de cyclo-cross
  - Varberg Cyclocross Day 1, Varberg
  - Varberg Cyclocross Day 2, Varberg

## Palmarès sur route

### Par année
- 2023
  - Hobro Løbet
  - 2e étape du Youth Tour
  - 2e étape de la Randers Bike Week juniors
  - 2e du Tour des Flandres juniors
  - 3e de la Randers Bike Week juniors

### Classements mondiaux
| Année                                 | 2024  |
| ------------------------------------- | ----- |
| Classement mondial                    | 3375e |
|                                       |       |
| Légende : nc = non classéSource : UCI |       |